# Indian Trail
Indian Trail és una població dels Estats Units a l'estat de Carolina del Nord. Segons el cens del 2000 tenia 11.905 habitants.

## Demografia
Segons el cens del 2000, Indian Trail tenia 11.905 habitants, 4.299 habitatges i 3.400 famílies. La densitat de població era de 303 habitants per km².
Dels 4.299 habitatges en un 44,8% hi vivien nens de menys de 18 anys, en un 65,7% hi vivien parelles casades, en un 9,6% dones solteres, i en un 20,9% no eren unitats familiars. En el 16,3% dels habitatges hi vivien persones soles el 3,8% de les quals corresponia a persones de 65 anys o més que vivien soles. El nombre mitjà de persones vivint en cada habitatge era de 2,77 i el nombre mitjà de persones que vivien en cada família era de 3,12.
Per edats la població es repartia de la següent manera: un 29,9% tenia menys de 18 anys, un 6,4% entre 18 i 24, un 39,4% entre 25 i 44, un 18,2% de 45 a 60 i un 6,1% 65 anys o més.
L'edat mediana era de 32 anys. Per cada 100 dones de 18 o més anys hi havia 94,1 homes.
La renda mediana per habitatge era de 51.896 $ i la renda mediana per família de 55.689 $. Els homes tenien una renda mediana de 37.327 $ mentre que les dones 28.062 $. La renda per capita de la població era de 20.757 $. Entorn del 4,4% de les famílies i el 5,8% de la població estaven per davall del llindar de pobresa.

## Poblacions més properes
El següent diagrama mostra les poblacions més properes.